# U-Bahn-Station Aderklaaer Straße
Die Station Aderklaaer Straße ist eine oberirdische Station der Wiener U-Bahn-Linie U1 im 21. Wiener Gemeindebezirk Floridsdorf. Sie befindet sich parallel zur Holzmanngasse und erstreckt sich zwischen Aderklaaer Straße und Baldassgasse. Die für die Station namensgebende Aderklaaer Straße wurde 1910 nach der an der Wiener Stadtgrenze gelegenen niederösterreichischen Ortschaft Aderklaa benannt.
Eröffnet wurde die Station am 2. September 2006 mit der Inbetriebnahme des Teilstücks der U1 zwischen den Stationen Kagran und Leopoldau. Vom Mittelbahnsteig gelangt man mittels Aufzug und festen Stiegen zur Aderklaaer Straße bzw. Baldassgasse.
Aufgrund einer vergleichsweise niedrigen Fahrgastfrequenz wurde Anfang 2007 seitens der Wiener Linien sogar in Betracht gezogen, die Station zu schließen, bis das Umfeld (ein großes Grundstück östlich der Station, die so genannte Brachmühle) entsprechend entwickelt ist. 2009 wurde mit der Errichtung einer Park-and-ride-Anlage mit rund 1500 Stellplätzen begonnen, die am 21. September 2010 eröffnet wurde.
Von 2013 bis 2015 entstand auf dem bisher brachliegenden Grundstück das Projekt Citygate, bestehend aus rund 1.000 Wohnungen und einem Einkaufszentrum mit rund 15.000 m² Verkaufsfläche. Teil der Anlage sind auch zwei Wohnhochhäuser (80 und 100 Meter) sowie ein öffentlicher Park.

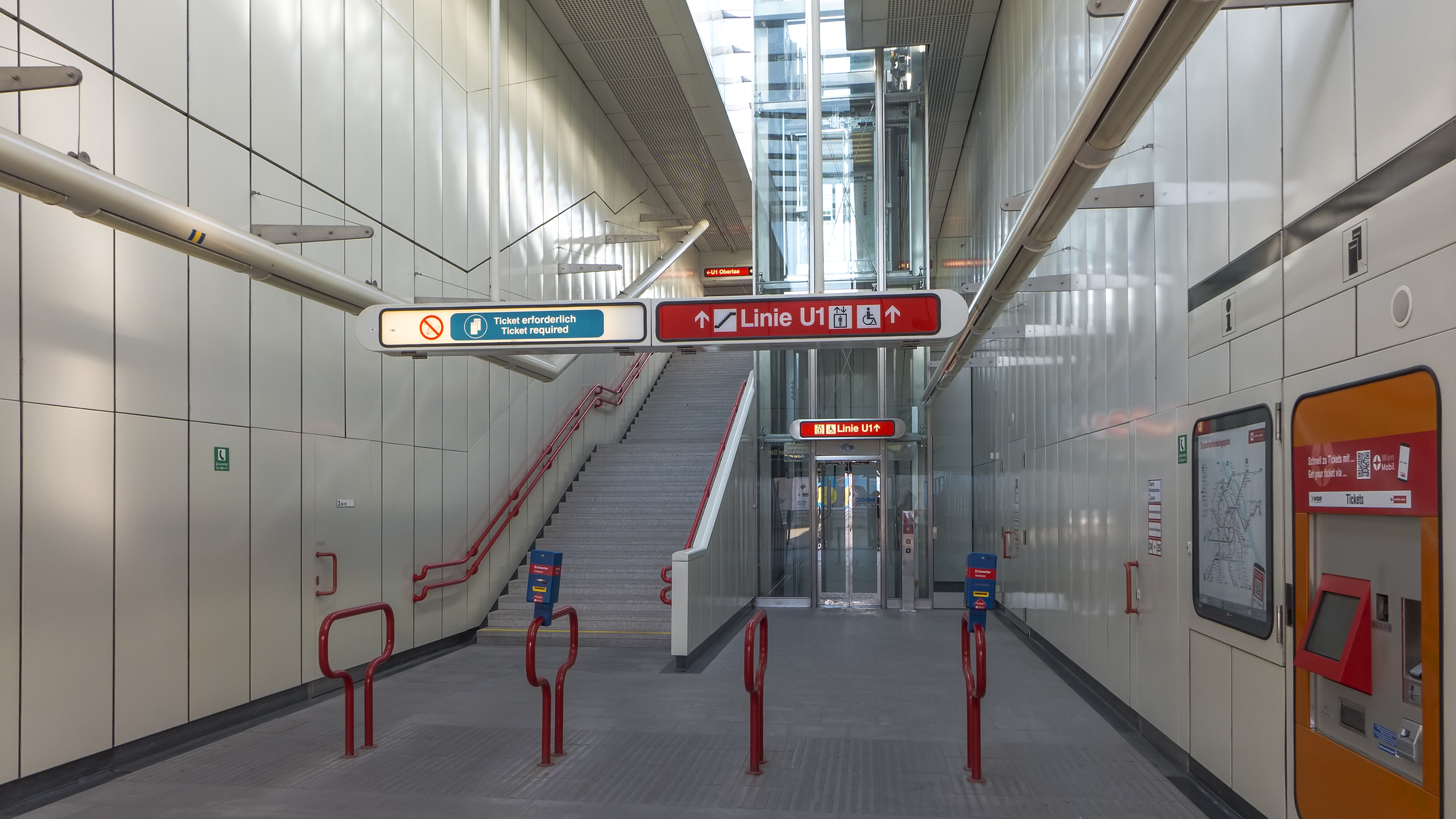
Im Aufnahmsgebäude süd
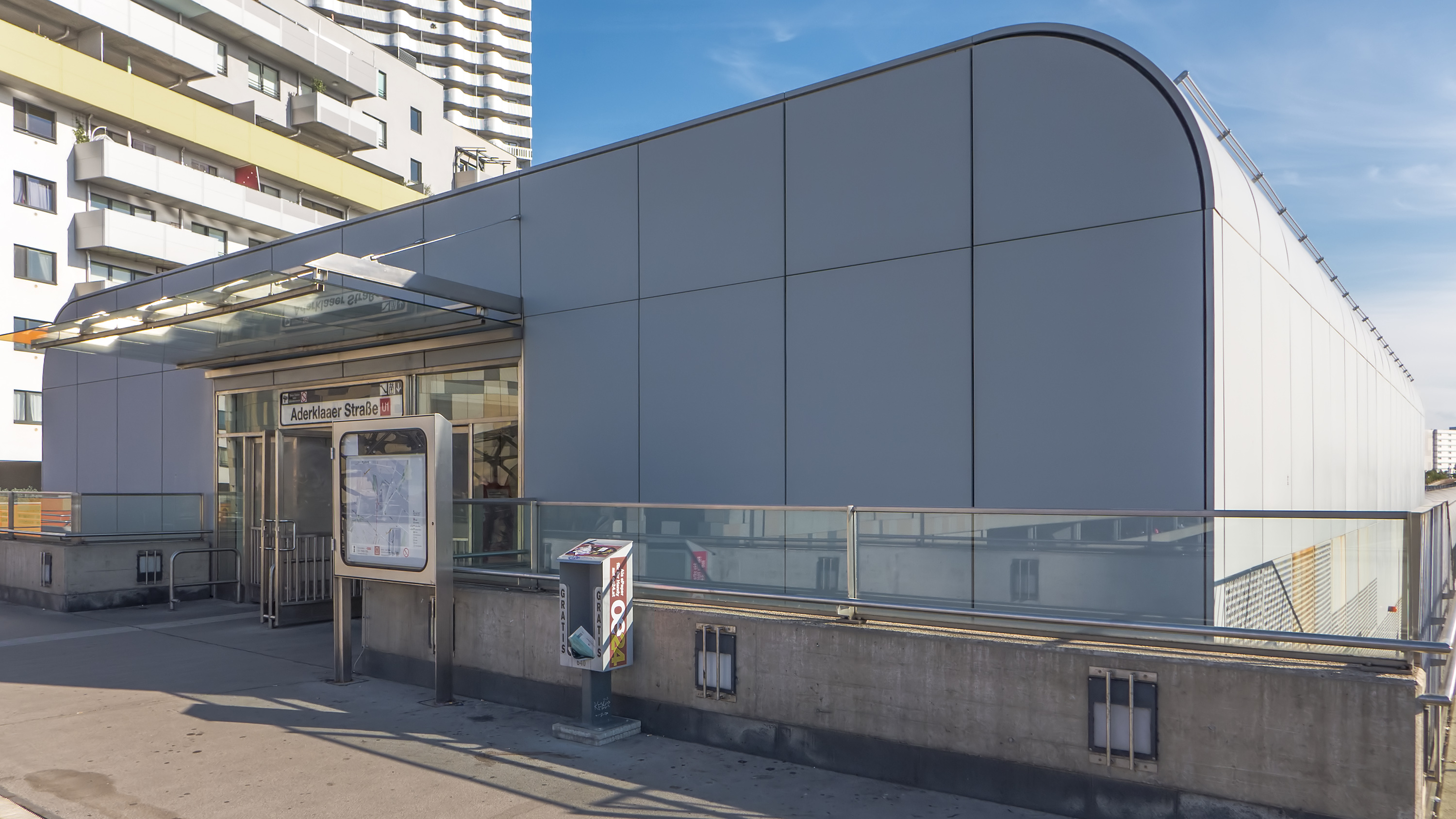
Aufnahmsgebäude nord
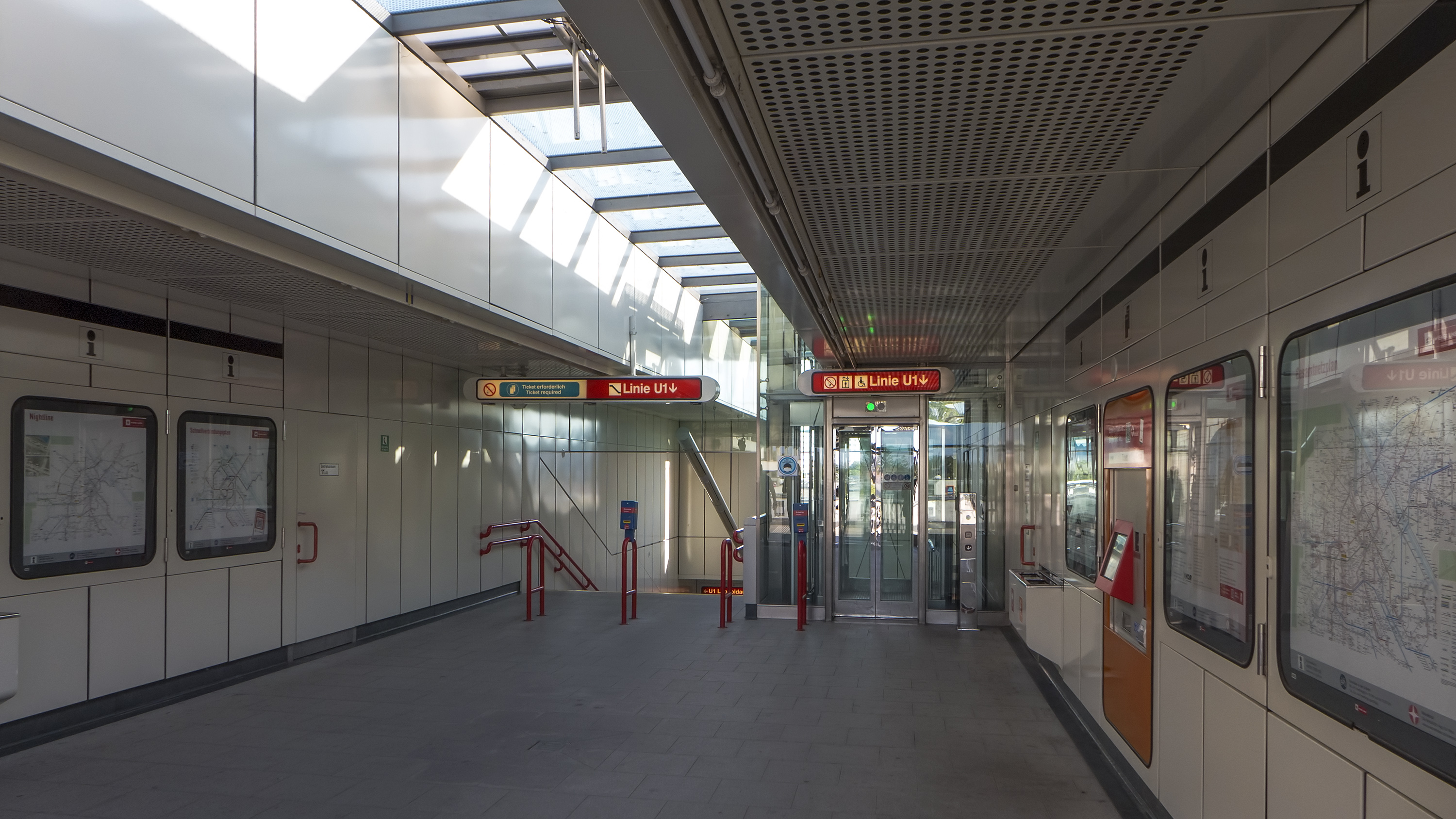
Im Aufnahmsgebäude nord
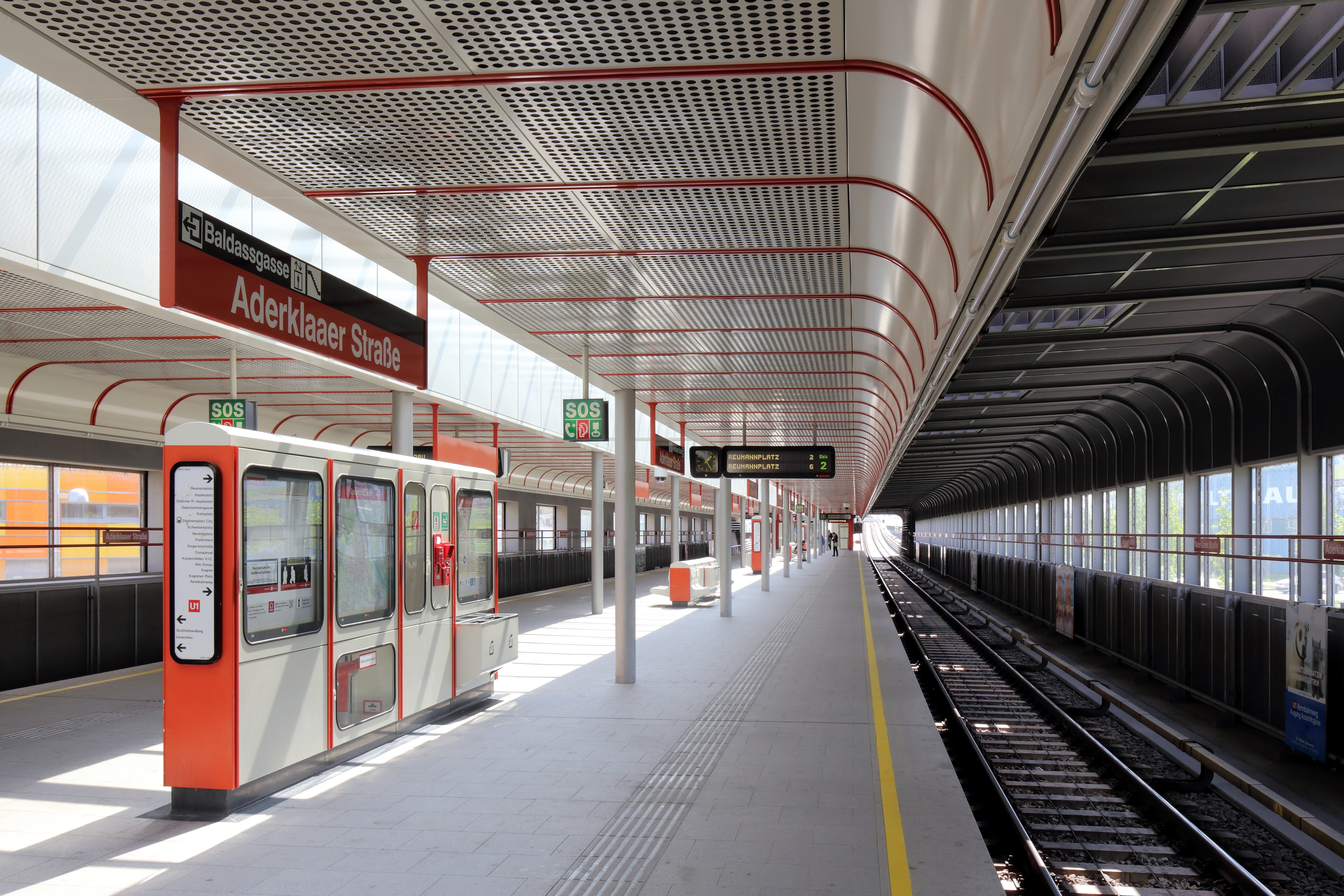
Bahnsteige der Station
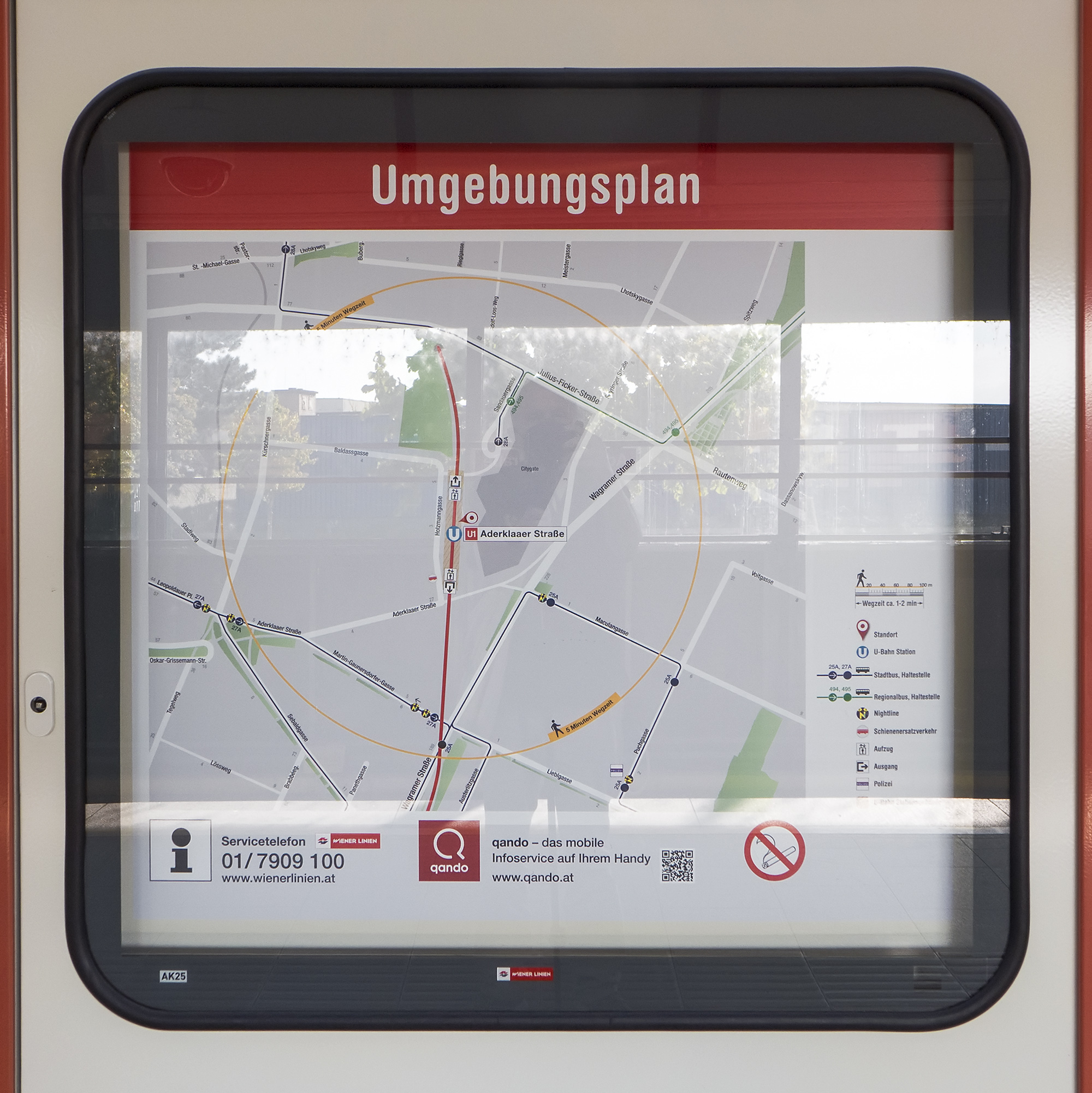
Umgebungsplan
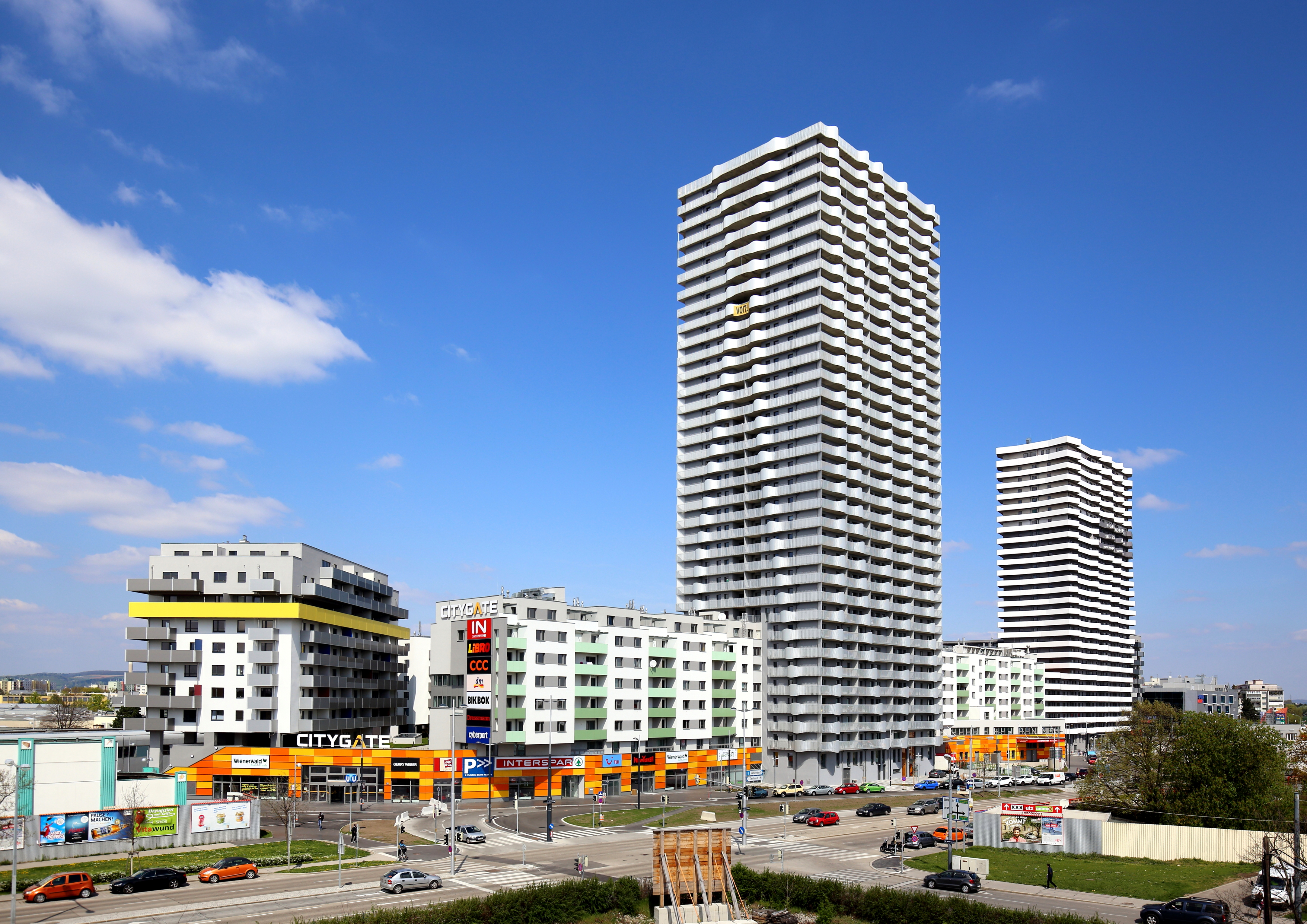
Das von 2013 bis 2015 errichtete Citygate nächst der U-Bahn-Station